# ND4型柴油机车
ND4型柴油机车是中国铁路使用的电力传动柴油机车车型之一，由法国阿尔斯通公司（Alsthom）及电气牵引设备公司（MTE）于1973年至1974年间设计及制造，共计50台机车全部配属北京铁路局丰台机务段运用，引进目的主要是为了解决当时中国铁路运输急需大功率柴油机车的问题。该型机车是以法国国铁CC 72000型柴油机车为基础、按照中国铁路的技术要求而研制的4000马力干线货运柴油机车，其技术性能代表着当时世界上电力传动柴油机车的先进水平，并为中国后来研制的柴油机车提供了借鉴意义。机车装用一台由阿尔萨斯机械制造公司设计制造的SACM AGO 240 V16 ESHR型柴油机，传动系统采用三相交流同步发电机、硅二极管整流装置、直流牵引电动机组成的交—直流电传动装置。1970年代至1980年代期间，ND4型柴油机车曾经是丰沙铁路和京山铁路的主力货运机车。1990年代，由于机车状况日益老化和配件供应困难，ND4型柴油机车开始被逐步淘汰，至2000年全部停运报废。现存的唯一一台ND4型柴油机车被保存于中国铁道博物馆东郊馆。

## 发展历史

### 开发背景
1960年代，随着柴油机车不断向提升单机功率的方向发展，柴油机和传动装置的功率也相应提高。电力传动柴油机车自问世以来，一直采用直流牵引发电机配合直流牵引电动机的直—直流电传动系统，但受到直流发电机之整流子换向条件和电机尺寸的技术限制，3000马力以上直流电力传动装置的设计和制造面临很大困难，成为进一步提升直—直流电传动柴油机车单机功率的制约因素。1964年，法国成功研制了世界上第一台采用交—直流电传动装置的BB 67036号柴油机车。交—直流电传动装置采用交流牵引发电机，通过整流器使交流电变为直流电，然后再供给直流牵引电动机，交流发电机具有结构简单、减轻重量、维护简便的优点，使交—直流电传动柴油机车得到迅速发展。正当西方发达国家正在向交—直流电传动柴油机车过渡之际，以采用直—直流电传动装置的东风型柴油机车为代表、中国铁路的第一代干线柴油机车才刚开始投入批量生产。为了尽快缩小与国际先进水平的差距，中华人民共和国铁道部于1965年开始研制第二代大功率柴油机车。1969年9月，为庆祝中华人民共和国二十周年国庆，大连机车车辆厂试制成首台东风4型柴油机车，但由于草率上马导致整台机车的性能和质量未能过关。1970年代初，铁道部面对东风4型机车迟迟未能定型、柴油机车产能不足的情况，决定从国外进口一批技术较先进的柴油机车作为过渡，并派员前往国外就交—直流电传动柴油机车引进项目进行考察和选型。

### 引进过程

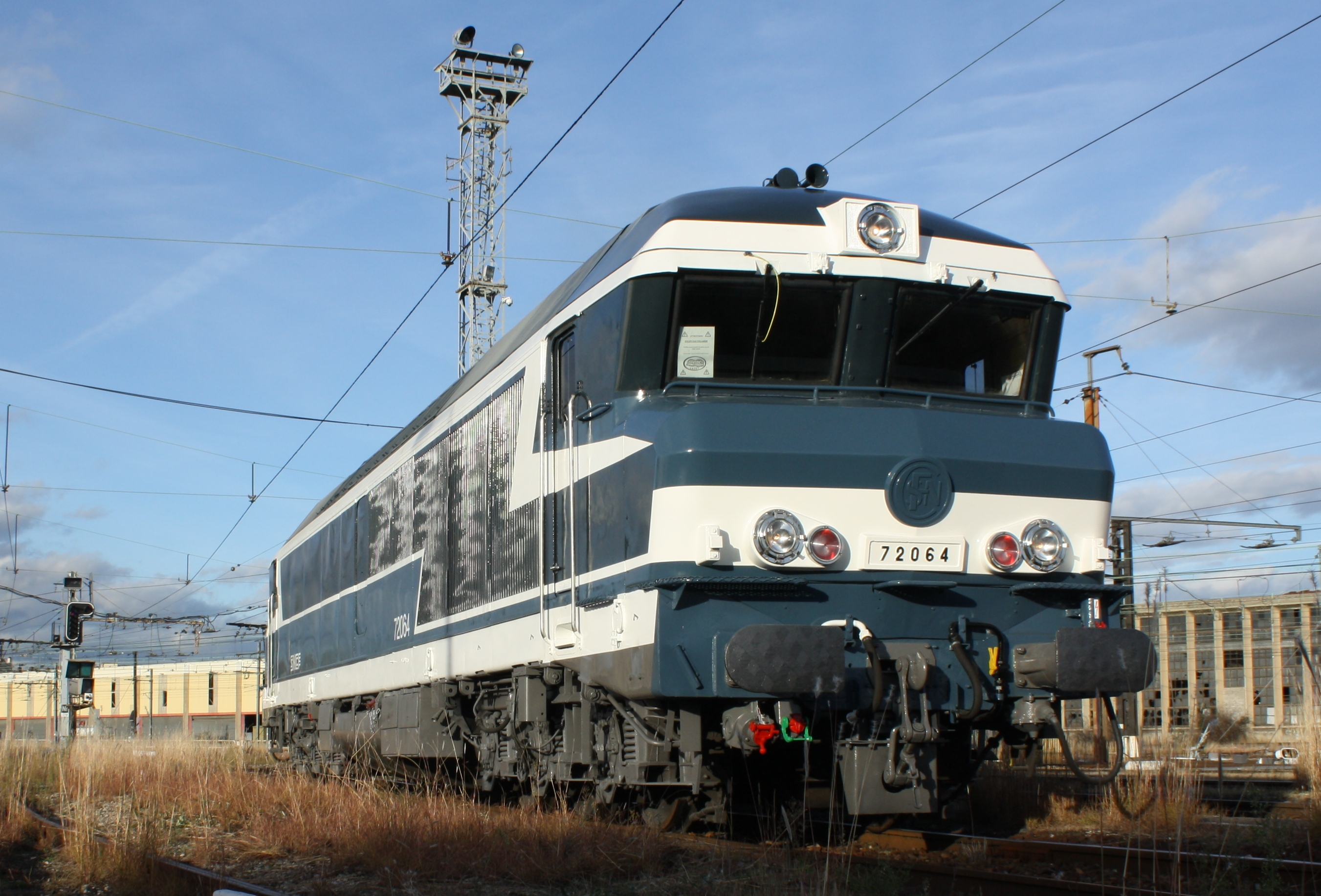
法国国铁CC 72000型柴油机车

在法国国家铁路向中方推介其最新型的CC 72000型柴油机车之后，经过法国驻华大使馆和中国驻法国大使馆商务参赞居中协商，中国机械进出口总公司与法国阿尔斯通公司及电气牵引设备公司（MTE）于1971年6月23日在北京签订了从法国进口50台柴油机车的贸易合同。时任中国对外贸易部副部长李强、法国驻华大使艾蒂安·马纳克（Etienne Manac'h） 、阿尔斯通公司牵引部总经理罗杰·沙尔翁-德梅尔赛（Roger Chalvon-Demersay）、电气牵引设备公司总经理亨利·朱利安（Henri Jullien）等人出席了签字仪式。这批机车成为继6Y2型电力机车、6G型电力机车之后，中国向阿尔斯通公司订购第三种铁路机车。合同总值为2亿法国法郎（当时约合3,600万美元），外贸交易方式与之前的6G型电力机车相同，成交方式为船上交货（FOB），结算方式为外汇现金结算，合同价格的5%为履约保证金。虽然法国方面可以提供五年期出口卖方信贷，但中国方面仍然坚持使用现金方式支付货款，在签订合同之后首先支付了一部分的订金，其余金额在机车交付过程中分期支付。
这批机车是由阿尔斯通公司在法国国铁CC 72000型柴油机车的基础上，根据中国铁路的使用要求专门设计制造的4000马力干线货运柴油机车，机车装用一台由阿尔萨斯机械制造公司（SACM）研制的SACM AGO 240 V16 ESHR型柴油机。该型机车在中国铁路系统内被定型为ND4型柴油机车，其中“N”代表内燃机车、“D”代表电力传动、“4”代表第四款进口电力传动内燃机车。该型机车在阿尔斯通公司的设计代号为AD48C型柴油机车，其中“A”代表交—直流电传动，“D”代表柴油机车，“C”代表机车轴式Co-Co，“48”代表机车功率等级。虽然该型机车装用了一台4000马力的SACM AGO 240 V16 ESHR型柴油机，按照阿尔斯通机车产品代号编制，其设计代号中原本应该以“40”表示功率等级；然而就在ND4型柴油机车的设计过程之际，刚由法国热机研究所研制成功的SEMT V12 PA6-280型柴油机正在进行试验，这款柴油机的标定功率最高可达4800马力，并于1973年初装用于法国国铁CC 72075号柴油机车上投入运用考核，而这台机车的改进经验亦使ND4型柴油机车在设计和试验期间从中受惠，因此其设计代号最终以“48”来表示功率等级。

### 运用历史

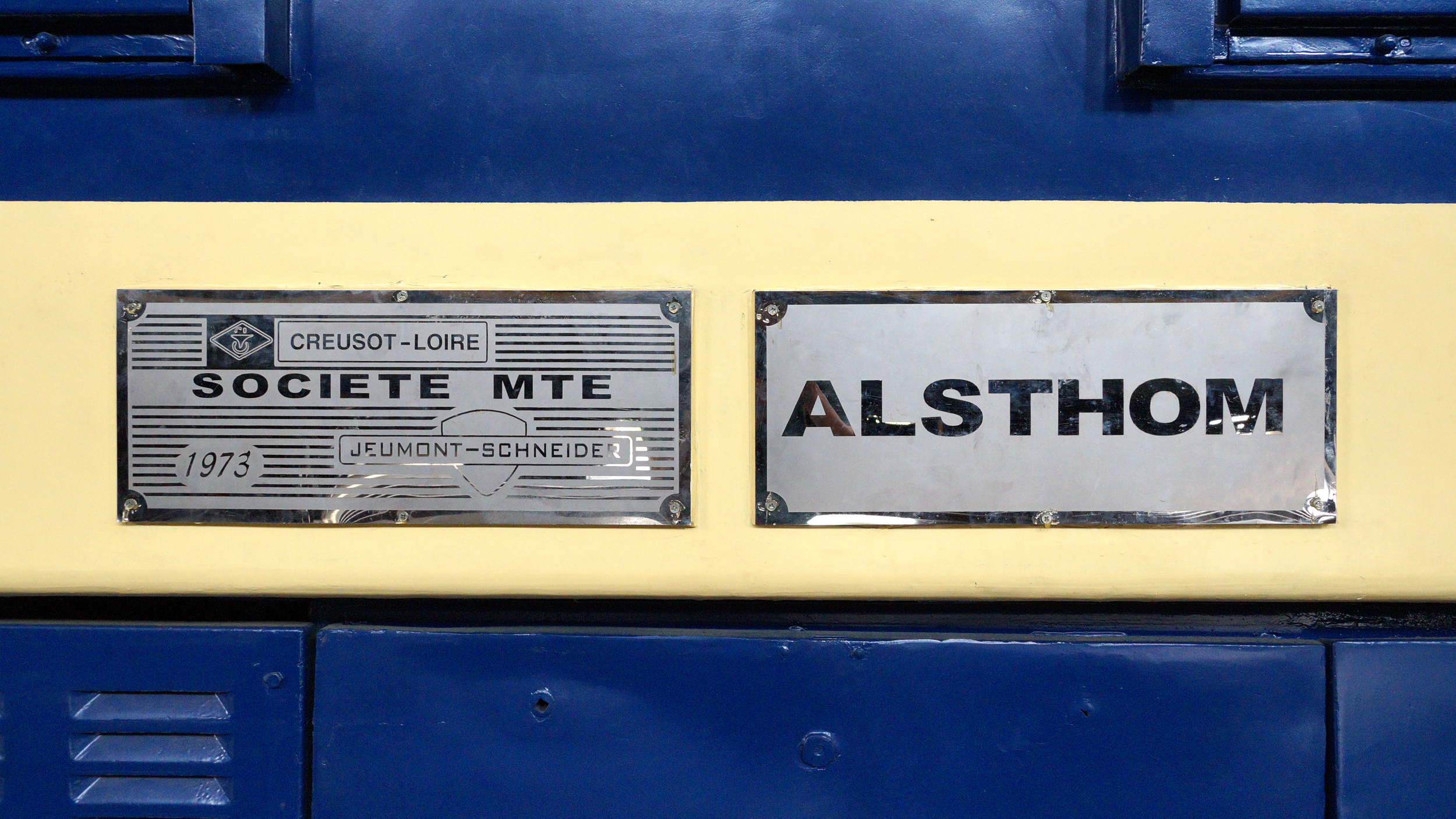
ND4型15号机车上的制造商铭牌（仿制品）

ND4型柴油机车全部配属于北京铁路局丰台机务段。1973年8月，因应即将到来的ND4型柴油机车，丰台机务段开始组织培训乘务人员，并对柴油机车整备场所和设备进行改建。1973年11月，首批ND4型机车陆续运抵中国，阿尔斯通公司派出技术人员进驻丰台机务段提供售后服务工作。1974年1月，ND4型柴油机车正式投入运用，开始了丰台机务段干线牵引机车内燃化的进程。1974年4月，铁道科学研究院机车车辆研究所与阿尔斯通公司派出的技术专家组，在北京环行铁道合作完成了ND4型机车的验收试验。1975年11月，铁道科学研究院机车车辆研究所热力机车研究室、北京铁路局、丰台机务段合作，选取了ND4型48号机车进行机车牵引热工性能试验。
ND4型柴油机车在丰台机务段投入运用以后，取代了该段原来使用前进型蒸汽机车和建设型蒸汽机车，成为当时京山铁路、丰沙铁路、京原铁路的主型货运机车，并且有效提高了这几条路线的货物列车牵引定数。在京山铁路丰台西至南仓之间的平原线路，上下行的牵引定数均为3500吨。在丰沙铁路丰台西至张家口之间的长大坡道，下行上坡方向（最大坡度12‰）的牵引定数为单机牵引2000吨、双机牵引3500吨，而上行下坡方向（最大坡度4‰）的牵引定数亦由原来3300吨提高到3500吨，并且得益于机车上装有可靠的电阻制动装置，使列车可以60～70公里/小时的速度快速下坡。在京原铁路丰台西至灵丘之间的长大坡道，下行上坡方向（最大坡度13‰）的牵引定数为1500吨，上行下坡方向（最大坡度6‰）的牵引定数为1800吨。
1977年，为了满足大同至北京间快速增长的煤炭运输需求，铁道部对丰沙铁路丰台西至沙城和京包铁路沙城至大同段（简称丰沙大铁路）修建自动闭塞信号系统。1978年，丰沙大铁路完成自动闭塞方式改造后，成为了当时晋煤外运的最主要通道。自1979年起，东风4型柴油机车经过持续不断的改进后，机车品质渐趋稳定而运用故障率亦大幅下降，丰台机务段安排东风4型机车重新投入京山铁路运用。至1982年10月，京山线上的ND4型机车已基本上被东风4型机车取代，ND4型机车则被集中到丰沙铁路担当晋煤外运的重任。1984年11月，铁道部选择了晋煤外运北通道中的丰沙大铁路和京秦铁路，进行了双机牵引7400吨组合式重载煤炭列车的运转试验，即是将两列3700吨列车合并成一列运行，由ND4型或ND5型柴油机车双机牵引，并从大同西站出发直达秦皇岛东站。1985年起，随着丰台机务段大量配属从美国进口的ND5型柴油机车，大部分ND4型机车又再重新投入京山铁路丰台西至南仓间运用。1986年起，张家口机务段开始支配丰台机务段的部分ND4型机车，担当京包铁路张家口至大同、张家口至康庄间货物列车，以及宣庞铁路客货列车的牵引任务。

### 维修问题
早于1975年，根据铁道部关于加强进口机车配件国产化的要求，丰台机务段便成立了ND4型机车配件国产化攻关组，先后完成了柴油机机体、连杆、曲轴、增压器、连杆瓦、活塞、散热器、牵引电动机、弹性齿轮、制动闸瓦等共130种配件的国产化。然而，由于ND4型机车为国外进口机车，机务段和机车检修厂并不具备整车大修的能力，因此仅能由丰台机务段自己进行有限度的维修保养工作，以扩大机车架修修程来解决没有工厂承接厂修的困难。随着机车运用时间日益增长，却始终无法获得全面的维修，致使机车质量日渐下降。截至1987年底，所有ND4型机车累计走行10458万公里，平均每台机车累计走行217万公里，其中有13台已经走行230万公里以上，影响机车运用可靠性的主要问题包括：柴油机方面有机体裂纹、活塞铜顶脱落抱缸、曲轴颈烧损等；电气系统方面为牵引电路及控制电路电线电缆绝缘老化或短路，主发电机和牵引电动机定子接地；制动空气管路老化锈蚀，造成机车制动失灵的安全隐患。
从1987年开始，为了维持ND4型机车的基本质量和运行安全，铁道部及北京铁路局决定对走行里程达230万公里以上的机车，逐台投资100万元人民币实行简易厂修。简易厂修修程增加了车体、转向架、电机的部分检修范围，包括清洗大燃油箱及部分燃油管路、可见部分电气线路加强绝缘处理、司机室仪表盘国产化改造、电阻制动柜及蓄电池箱解体整修、委托北京电机厂检修主发电机及牵引电动机等等。1987年至1988年间，共计有12台ND4型机车完成了简易厂修。基于机务段自身拆装和检修能力的局限，简易厂修对于一些威胁行车安全的质量问题仍然束手无策，而且部分国产化零部件也因为质量不稳定而影响可靠性，例如花费相当大代价仿制的柴油机连杆瓦 , 便因质量未能过关而只能依靠进口昂贵的原厂产品。因此，即使是经过简易厂修的ND4型机车，实际上机务段对其品质亦没有太大把握。

### 逐步淘汰

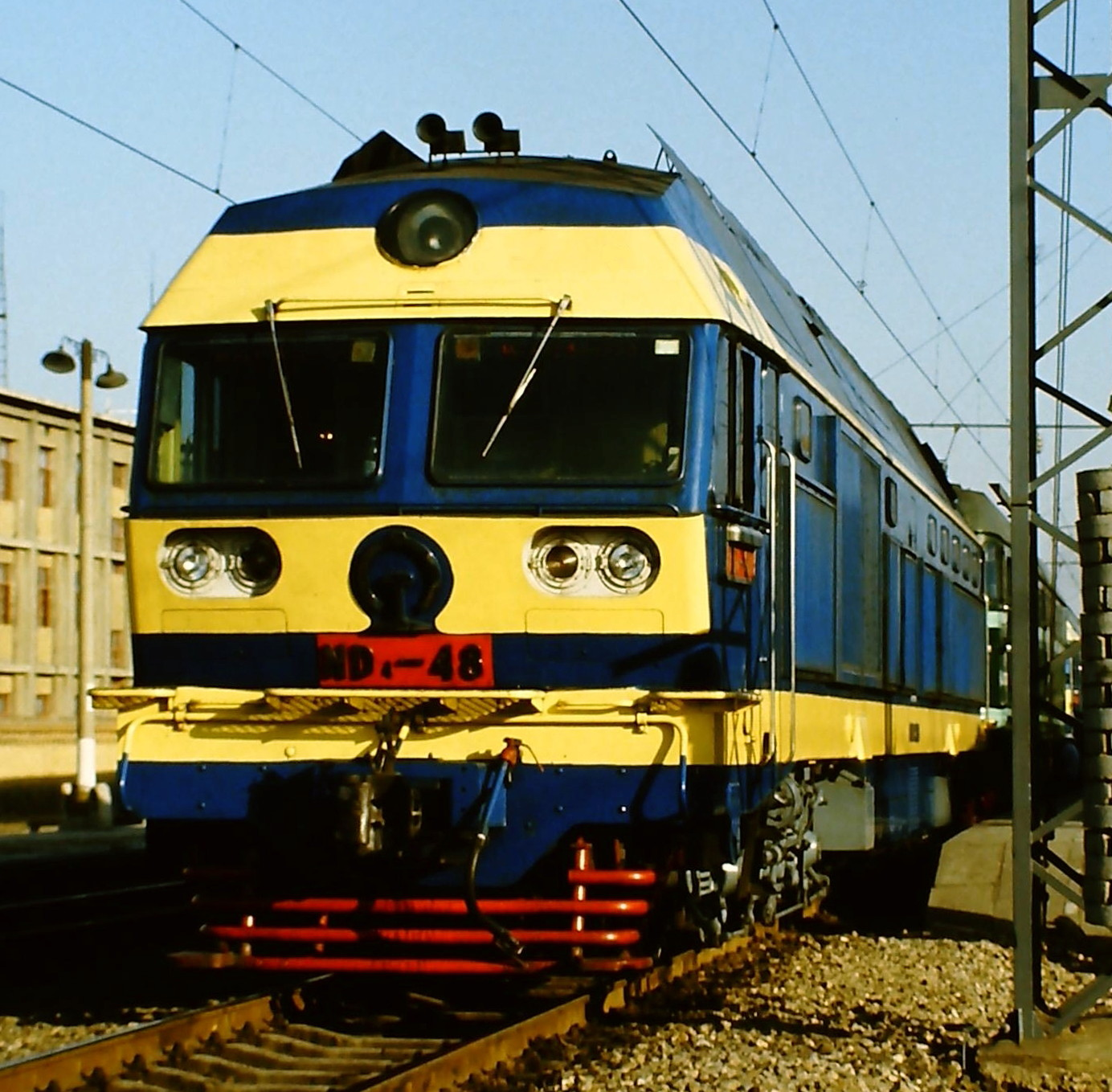
ND4型48号机车（1984年）

1980年代后期，考虑到ND4型机车的质量状况和检修困难，铁道部制定了“维持使用、逐步淘汰”的原则，将ND4型机车从京山、丰沙等主要干线撤换下来，以减轻机车负担并尽量延长使用寿命。1988年，丰台机务段调配17台ND4型机车配属南口机务段（段修仍然在丰台机务段进行）。1990年代初，丰台机务段和南口机务段的ND4型机车，仍活跃于北京铁路枢纽周边的京包铁路（北京北至南口、康庄）、丰双铁路（东南环线）、双沙铁路（东北环线）、西北环线、京门铁路等线路，担当各线的客货列车牵引及小运转任务。1989年起，北京铁路局开始对ND4型机车择劣报废，逐步淘汰部分状况欠佳的机车并将零部件拆除备用。1995年末，北京铁路局仅余下28台ND4型机车（丰台机务段26台、南口机务段2台）。至1997年末，数量已进一步减少至16台（丰台机务段14台、南口机务段2台）。2000年，ND4型机车全部除籍报废。2003年，丰台机务段内仍存放着三台报废的ND4型机车（05、15、46）。2004年4月，其中两台机车（05、46）被拆解，仅余下一台15号机车被放置于机务段一角的储备厂上。

### 车辆保存

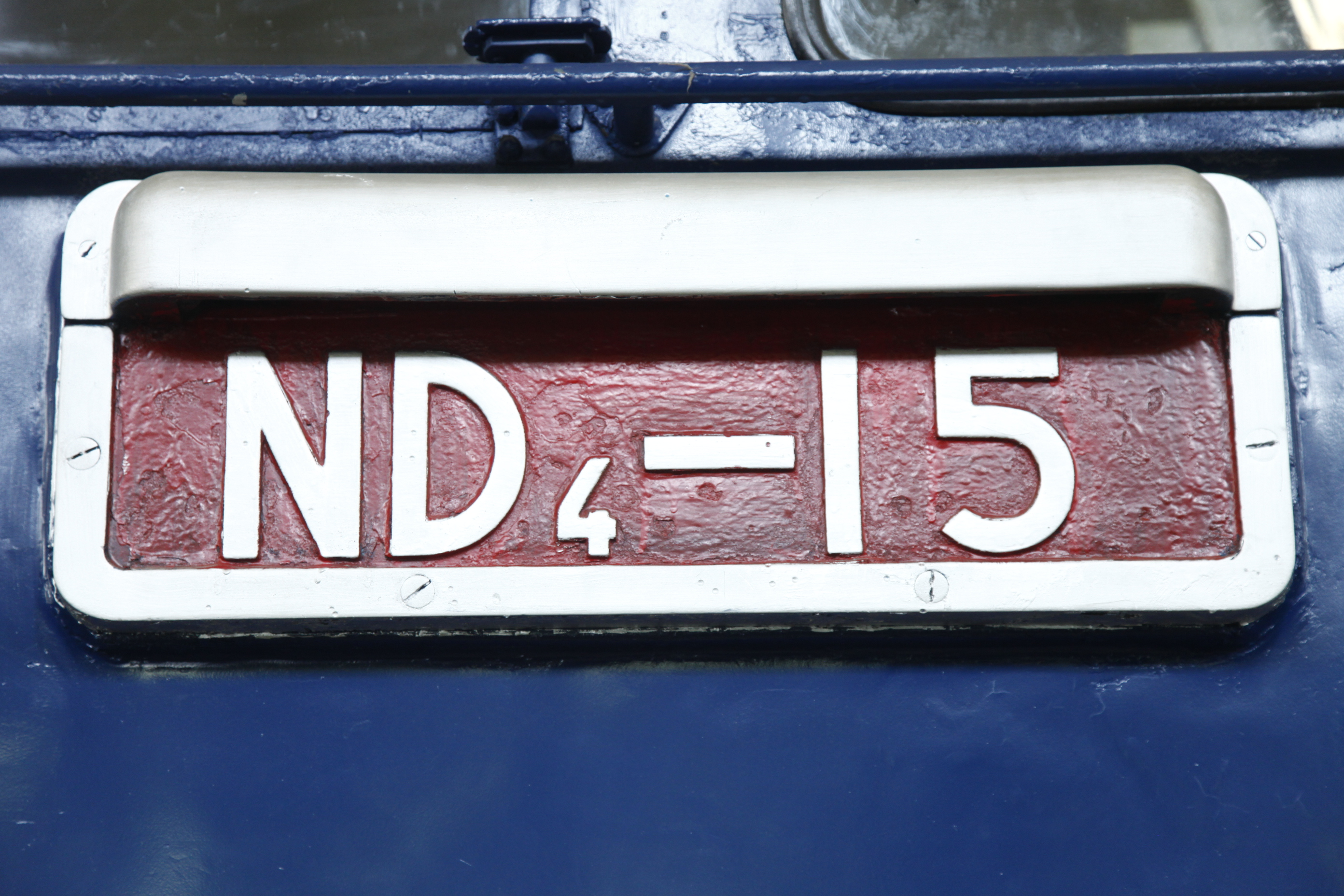
ND4型15号机车的编号铭牌

对于硕果仅存的ND4型15号机车，中国铁路迷曾经多番呼吁，希望有关部门能让这台机车进入博物馆永久收藏，避免这个铁路文化遗产沦为一堆废铁。早在2004年，互联网上就有“广大车迷强烈要求将中国仅存的ND4型内燃机车送入铁道博物馆”的消息。2006年4月4日，《北京晚报》刊登了标题为《火车迷呼吁收藏后一辆台ND4型内燃机车》的报道。媒体的报导和火车迷的呼吁引起了中国铁道博物馆的重视，该馆派出工作人员对机车的状况进行了多次调查，并将调研情况反映给有关部门，希望采取措施加以保护。2012年3月，中国铁道博物馆馆长王新桥对媒体表示，“ND4最好的归宿是送到铁博当做展品”，并已经开始就外观修复进行调研。2012年4月11日，中国铁道博物馆和丰台机务段开始对ND4型15号机车进行整修工作，修复的重点是按机车历史原貌恢复车体外观和司机室。在向民众征集ND4机车的零件的同时，也对已无原厂配件的部件进行仿制。2013年1月24日，ND4型15号机车在东风7C型5526号机车的牵引下离开了丰台机务段；1月25日，ND4型15号机车正式进入中国铁道博物馆东郊馆永久收藏。2013年9月，该机车作为中国铁路牵引动力发展变化的重要实物见证，经鉴定后被评为国家二级文物。

### 技术影响
ND4型机车上独具匠心的设计和优异的可靠性，使其深受丰台机务段乘务和检修人员的欢迎，各种电机电器、辅助传动系统、机车走行部甚少发生严重故障。与同时期国产的东风4型柴油机车相比，ND4型机车不仅机破临修率远低于前者，亦具有较长的检修周期和较短的检修停时。此外，由于磁放大器励磁调节系统设计得宜之缘故，该型机车的低手柄位输出功率和起动加速性能也优于东风4型机车。中国通过借鉴和吸收ND4型机车的优点，促进了国产柴油机车设计制造的进步。例如，永济电机厂在测绘ND4型机车感应子发电机的基础上，仿制出GQL-45型感应子牵引励磁机，供东风4型和东风5型系列柴油机车配套使用，大幅减少了在早期东风4型机车上常见的励磁机故障。此外，永济电机厂参考ND4型机车的TAO-659型牵引电动机，对东风4型机车所使用的ZQDR-410型牵引电动机作出改进，研制出更为可靠的ZQDR-410B型牵引电动机，供东风7型柴油机车配套使用。

### 机车命名
- ND4型32号机车

1985年，ND4型32号机车被命名为青年文明号，接替原来的东风4型0300号机车，成为丰台机务段青年包乘组的机车。1986年5月，青年文明号换型为ND5型0383号机车。
- ND4型37号机车

1986年5月，ND4型37号机车被命名为工人先锋号，接替原来的东风4型0316号机车。1997年9月4日，工人先锋号换型为东风4B型1960号机车。

## 技术特点

### 总体布置

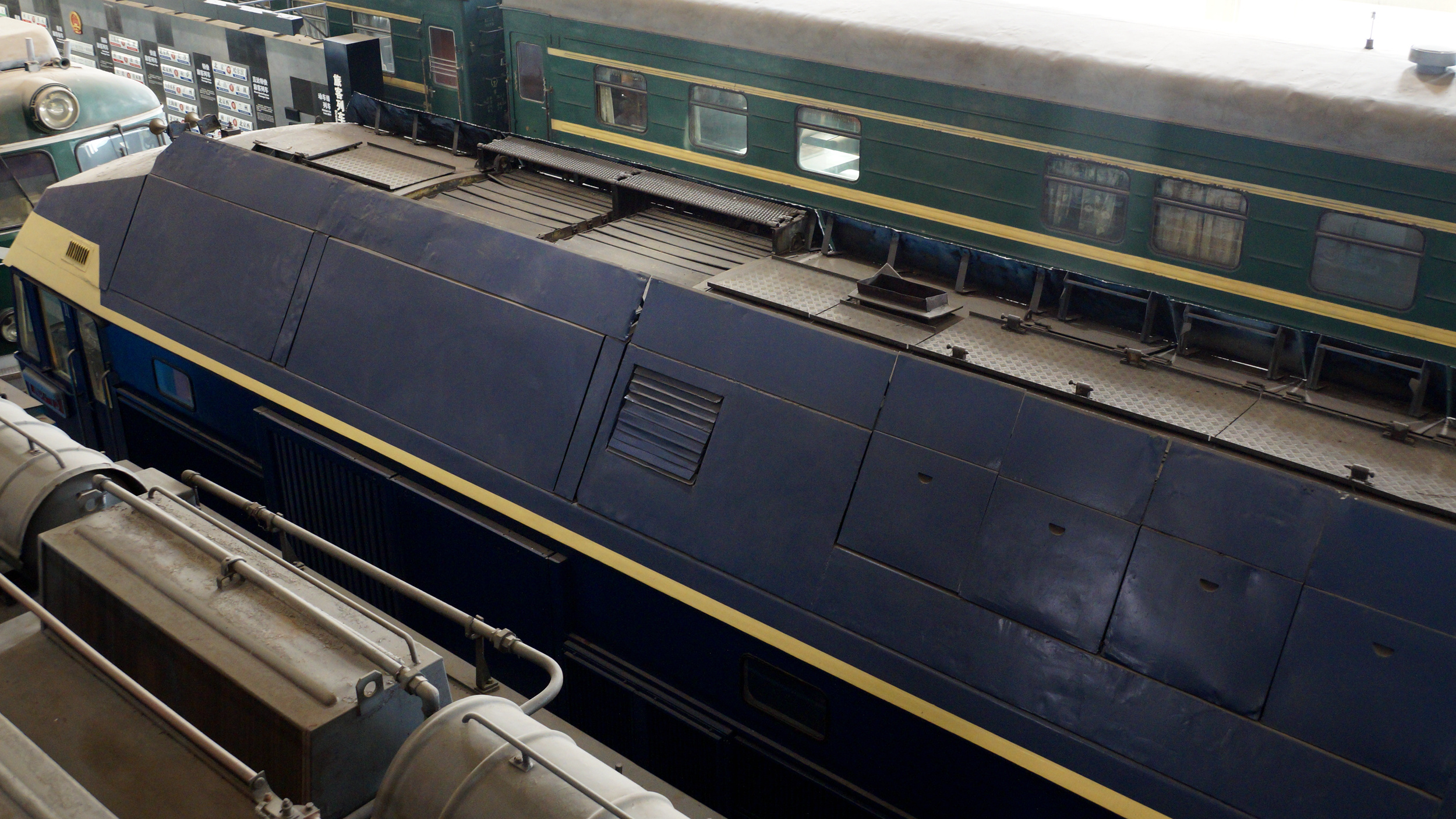
车顶两侧设有烟气导向板

ND4型柴油机车是干线货运用的六轴柴油机车，机车标称功率为2,880马力（2,150千瓦），构造速度为100公里/小时，整备重量138吨。机车车体采用桁架式侧壁承载结构，其主要构件如侧梁、横梁及车顶横梁等，均采用由含铜半不锈钢材焊接而成的箱形断面结构。车体长度为21,652毫米，车钩中心线间距为23,020毫米，车体宽度为3,290毫米，车体高度为4,500毫米。两端设有同等功能的司机室，可双向操纵机车，并设双侧内走廊连接两端司机室。机车从前到后依次分别为Ｉ端司机室、辅助装置室、冷却室、动力室、电气室、ＩＩ端司机室。除了司机室以外车体其他部分的顶部均设计成活动顶盖，以便拆装车内部件。在车体底架下面两台转向架之间，吊挂着一个容量为10000升的燃油箱，以及放电容量为140安培小时的碱性蓄电池组。车体外形设计出自于法国著名工业设计师雅克·库珀（Jacques Cooper）之手，他提供了橙色、绿色和蓝色三种车身涂装方案以供选择，最终则选用了如今所见的蓝色方案。
机车设计充分考虑到机车运用地区即中国华北的气候条件，确保机车可在外温-40℃～40℃、长大隧道内、双机牵引、大风雪或沙尘较多的环境下都能正常运行。车体侧墙设有较大面积的通风百叶窗口和空气过滤设备。为了避免在隧道内进行双机牵引时后面机车吸入前面机车排出的废气，柴油机的空气滤清器安装在车体侧墙下部，并在车顶设有烟气导向板，以尽量引导排气向机车后方散逸。ND4型机车在车体隔热保暖、空气滤清装置、冷却水管路设计等方面，亦吸收了一些基于阿尔斯通公司向国外出口机车（包括芬兰铁路Dr13型柴油机车、毛里塔尼亚铁路CC型柴油机车）所获得的经验。
一如其他来自法国的铁路机车，ND4型机车十分注重司机室的舒适性，并且具有先进的隔热和隔音功能。司机室内的布置采用与6G型电力机车相似的系列化设计，机车运行方向的左侧设有司机操纵台、空气制动机的自动制动阀和单独制动阀，右侧设有副司机座席及部分控制设备，两端司机室之间可以通过对讲机联络。司机座椅具备高度调节和倾斜椅背之功能，座位上方设有电风扇。两块前窗玻璃均具有电加热装置，每块玻璃的加热功率为735瓦，前窗内侧并设有遮阳板。作为主要噪音来源的柴油机和冷却装置，与两端司机室之间均至少有两道隔音间壁，因此ND4型机车的司机室噪音水平能够保持较低水平。在柴油机全负荷、机车速度为75公里/小时的情况下，司机室噪音水平仅为72～75分贝。此外，冬季时的司机室供暖是由柴油机冷却水直接提供，即使在最恶劣的气候条件下司机室内仍能保持正常温度。
位于机车中部的动力室内安装了一套柴油发电机组，以及感应子辅助发电机、空气压缩机、前转向架牵引电动机通风机等辅助装置，两侧侧墙上装有空气滤清器和车体通风机。辅助装置室内设有空气制动装置柜、预热锅炉、启动空气压缩机、后转向架牵引电动机通风机等设备。电气室内设有整流器柜、高压电器柜和电器控制柜，顶部设有电阻制动装置并由两台功率为17.5千瓦的通风机进行冷却。冷却室内设有两排垂直并列安装的散热器组，分别为冷却柴油机的高温冷却水系统（18个散热器单节），以及冷却增压空气和机油的低温冷却水系统（20个散热器单节），低温系统散热器布置在高温系统散热器的外侧，这亦是法国柴油机车散热系统的典型设计；冷却室顶部设有两个经万向轴和液力耦合器驱动的冷却风扇，风扇转速由高温冷却水系统内的感温元件自动控制；冷却室内另设有膨胀水箱和启动风缸。

### 柴油机

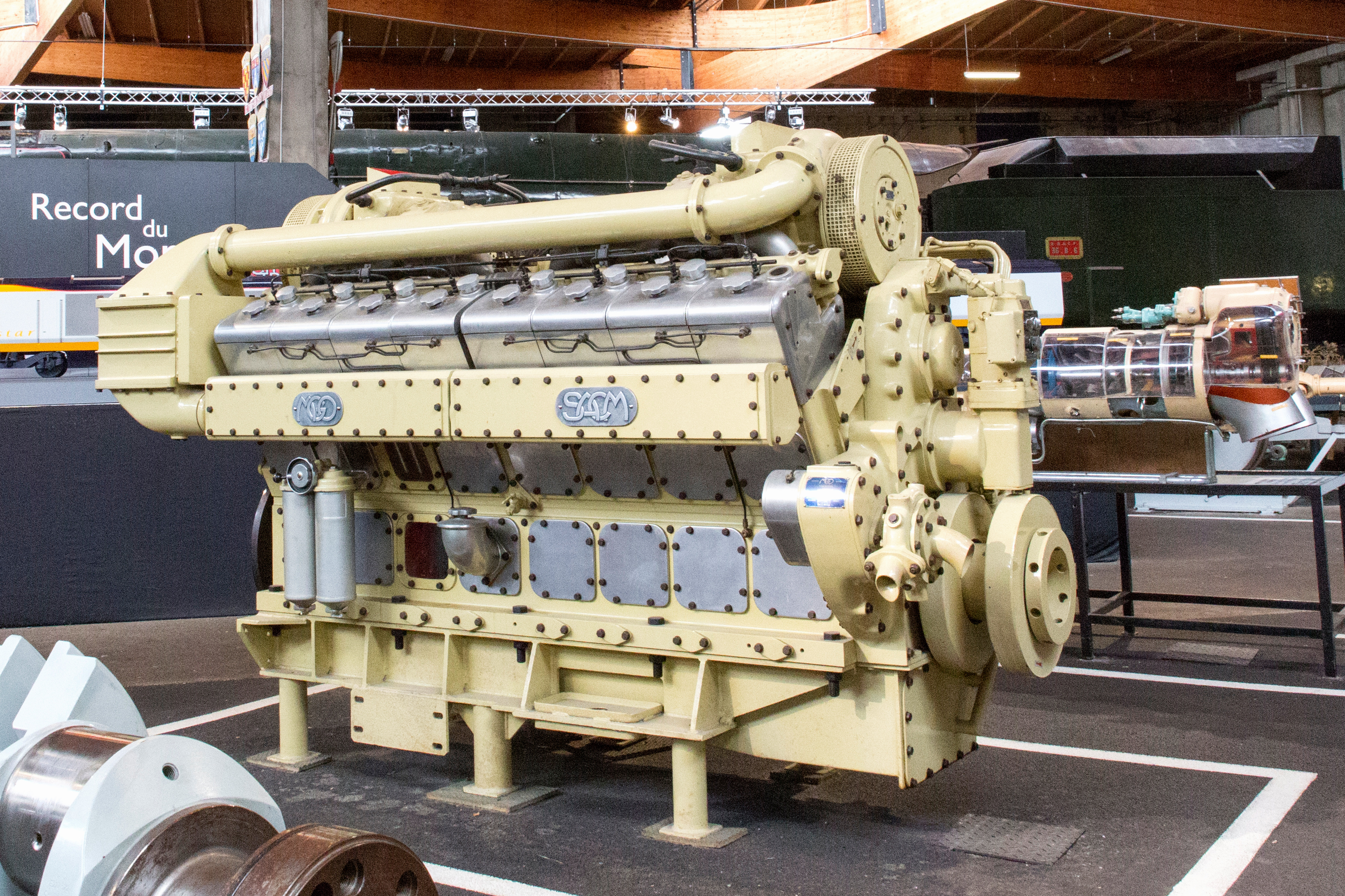
展示于法国火车城博物馆的SACM AGO 240 V16 ESHR型柴油机

ND4型机车装用一台由阿尔萨斯机械制造公司（SACM）设计制造的SACM AGO 240 V16 ESHR型柴油机。该型柴油机为16气缸、四冲程、V型结构、直接喷射、主副连杆结构、废气涡轮增压、增压空气中间冷却的高速柴油机，气缸内径为240毫米，活塞行程为220毫米，气缸V形夹角为50°，属于缸径大于行程的超方形结构发动机（oversquare engine）。额定转速为每分钟1350转，最低空载转速为每分钟600转，UIC标定功率为4000马力（2940千瓦），装车功率为3650马力（2680千瓦），额定工作状况下的燃油消耗量为155克/有效马力·小时。
柴油机采用曲轴箱部分与气缸体水套铸造成一体的整体式铸铁机体，每个气缸有一个单独的单体式气缸盖，也是采用与机体相同的铸铁材料制成。SACM AGO系列柴油机的其中一个特点是具有嵌入式燃烧室的活塞，活塞由铸铝顶部、锻铝裙部和铜基合金燃烧室组成，布置于活塞顶上的半椭球形燃烧室有利于柴油机在低温情况下的启动。活塞通过发动机润滑系统的机油进行冷却，位于机体上的喷嘴对位于活塞顶环下部的环形冷却腔连续供油。柴油机采用整体锻造的铬钼合金曲轴，主轴颈直径为180毫米，曲柄销直径为165毫米。主副连杆结构的连杆组由镍铬合金钢模锻制而成，副连杆通过浮动销与主连杆连接。V形夹角内布置有两套希斯巴诺-苏莎HS-400型轴流式增压器（后来改装无锡动力机厂的40GP型增压器）和四台增压空气中冷器。
ND4型机车也是中国至今惟一一种采用自动延时电控风启动的柴油机车。柴油机启动时由起动风缸和起动风泵提供压缩空气，经空气分配器和启动阀按柴油机点火顺序输入气缸并推动活塞，当曲轴达到稳定转速后停止供气，同时喷油泵供油点火从而启动柴油机。整个过程均为自动控制，司机只要按下“启机”按钮，可以自动完成上述动作启动柴油机。与自带启动电动机方式的柴油机相比，虽然压缩空气启动的柴油机构造较为复杂，需要另设一台完整的空气启动系统，但这种启动方式具有较高可靠性，并可减少所需的蓄电池容量。
超方形结构柴油机的主要缺点是燃烧混合物形成困难、连杆轴承载荷增大、受热零件热负荷较高，因此这款柴油机采用了活塞顶部半椭圆形燃烧室来形成较强烈的进气涡流，并采用主副连杆结构来降低连杆比压的设计。即使如此，该型柴油机的热负荷仍超过不少同类机型的水平，特别是活塞燃烧室喉口和气缸盖鼻梁部分，常常因为热负荷过高而产生裂纹。因此，丰台机务段于1980年起采取柴油机降速降功率使用的措施，将额定转速由每分钟1,350转降至每分钟1,250转，装车功率由3,650马力（2,680千瓦）降至3,200马力（2,400千瓦），以降低柴油机热负荷及延长柴油机使用寿命。
机油对于柴油机的正常运转和零部件磨损有着密切关系，由于当时中国的润滑油生产技术水平落后，加上对高增压柴油机的机油缺乏认识和经验，ND4型柴油机车初期使用的是北京东方红炼油厂生产的14号普通柴油机油（相当于美国铁路LMOA标准的第一代柴油机油），机车投入运用仅一年、走行约11～12万公里后，柴油机就出现气缸套严重磨损、曲轴箱背压高、油封漏油等故障。为此，当时的燃料化学工业部联同铁道部科技委，经过三年研究开发出1号高增压柴油机油（相当于美国铁路LMOA标准的第二代柴油机油），在ND4型机车上完成了10万公里行车试验后，于1978年11月通过部级鉴定，虽然这种机油的性能水平与国外同级产品尚有一段距离，但已足以解决代替进口产品的代用机油问题。1990年代起，ND4型机车已开始使用性能更佳的第三代和第四代机油。

### 传动系统

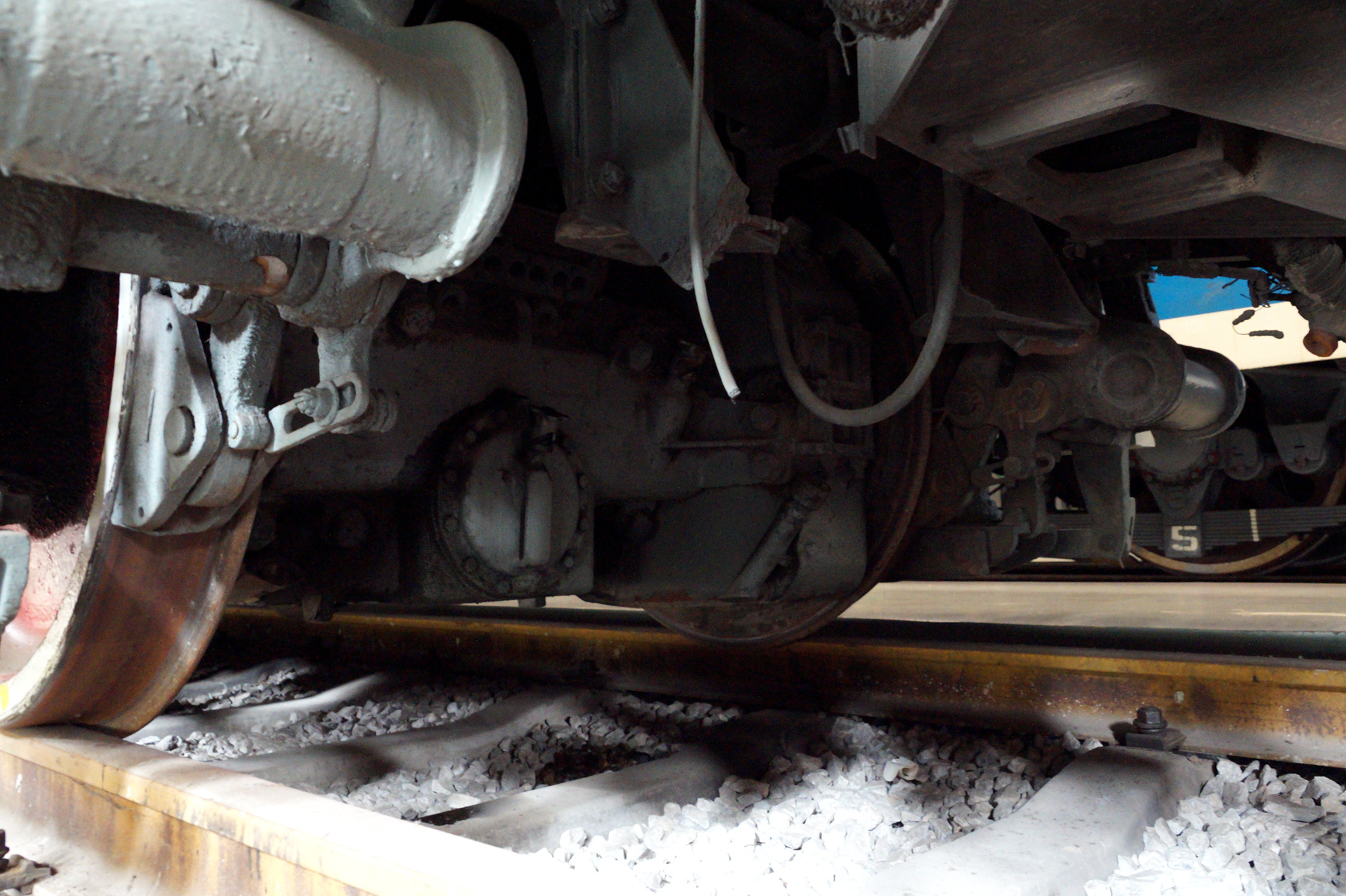
TAO-659型牵引电动机

ND4型柴油机车采用交—直流电传动装置，电传动系统参考自CC 72000型柴油机车。柴油机通过弹性联轴器直接驱动一台交流同步发电机，发出的三相交流电经由硅二极管组成的三相桥式整流电路整流为直流电后，输送给六台并联连接的直流牵引电动机，通过传动齿轮驱动轮对。
牵引发电机采用AT-73型三相交流同步发电机，额定容量为2540千伏安，额定电压为430伏特，额定电流为5400安培，最大电压为760伏特，最大电流为7060安培，额定转速为每分钟1350转，冷却方式为自通风式，主发电机净重为4800公斤。牵引发电机发出的三相交流电由硅整流装置转换成直流电，硅整流装置采用由风冷式硅二极管元件组成的三相桥式全波整流电路，整流电路每一桥臂有六个并联的AS20V型平板式硅二极管，整流装置共有36个二极管元件。硅整流装置的最大直流输出电压为830伏特，最大直流输出电流为9000安培，整流柜冷却风道串联在前牵引电动机通风机的吸风口上。ND4型机车使用TAO-659C1型六极直流串励牵引电动机，额定功率为342千瓦，额定电压为430伏特，额定电流为900安培，额定转速为每分钟580转，最高转速为每分钟2450转，定子及电枢绝缘等级为H级，冷却方式为强迫通风。为扩大机车恒功率调速范围，可对牵引电动机使用一级磁场削弱，磁场削弱率为53%。在电阻制动工况时，牵引电动机变为他励直流发电机工作，其激磁绕组全部串联由牵引发电机经硅整流柜供电，牵引电动机发出的电流输入到电阻制动柜，将电能通过电阻器转化为热能消耗掉，制动功率为4,000马力（2,940千瓦）。 
为了使牵引发电机在任何负载下都能充分利用柴油机发出的功率，在电传动柴油机车上都会设有一套功率自动调节系统，一方面调节发电机的励磁以改变发电机的功率，同时通过调速器调节柴油机的供油量以改变柴油机的输出功率，通过两者相互匹配达到恒功调节的目的。有别于东风4型机车的可控硅斩波器励磁调节装置，ND4型柴油机车牵引传动电路的特色之处，便是应用了磁放大器作为励磁系统的控制元件，其可靠程度之高更为丰台机务段的技术人员留下了深刻的印象，需要对磁放大器进行更换或调整的故障极为罕见，因此ND4型机车并不像东风4型机车那样需要另设故障励磁电路。
同步牵引发电机的励磁电流是由感应子交流励磁机（以下简称励磁机）经三相桥式整流器整流后供给，而励磁机的励磁电流则由感应子辅助发电机发出（该感应子发电机由牵引发电机的轴端通过万向轴带动，并且用于向蓄电池充电及辅助电路供电），经单相自耦变压器、磁放大器的工作绕组和整流器整流后供给。磁放大器励磁系统由两台串联的主、副自饱和式全波磁放大器构成，主、副磁放大器分别有六个和三个控制绕组，部分控制绕组的作用是给定柴油机各档转速下的最大励磁电流，以便限定牵引发电机的起动电流；部分控制绕组则进一步引入了牵引发电机励磁电流的负反馈信号，当励磁电流发生剧烈变动时起调节作用，以改善励磁系统的稳定性和动态品质。励磁电流受柴油机联合调节器液压伺服马达所驱动的磁敏电阻（功调电阻）的控制。

### 转向架

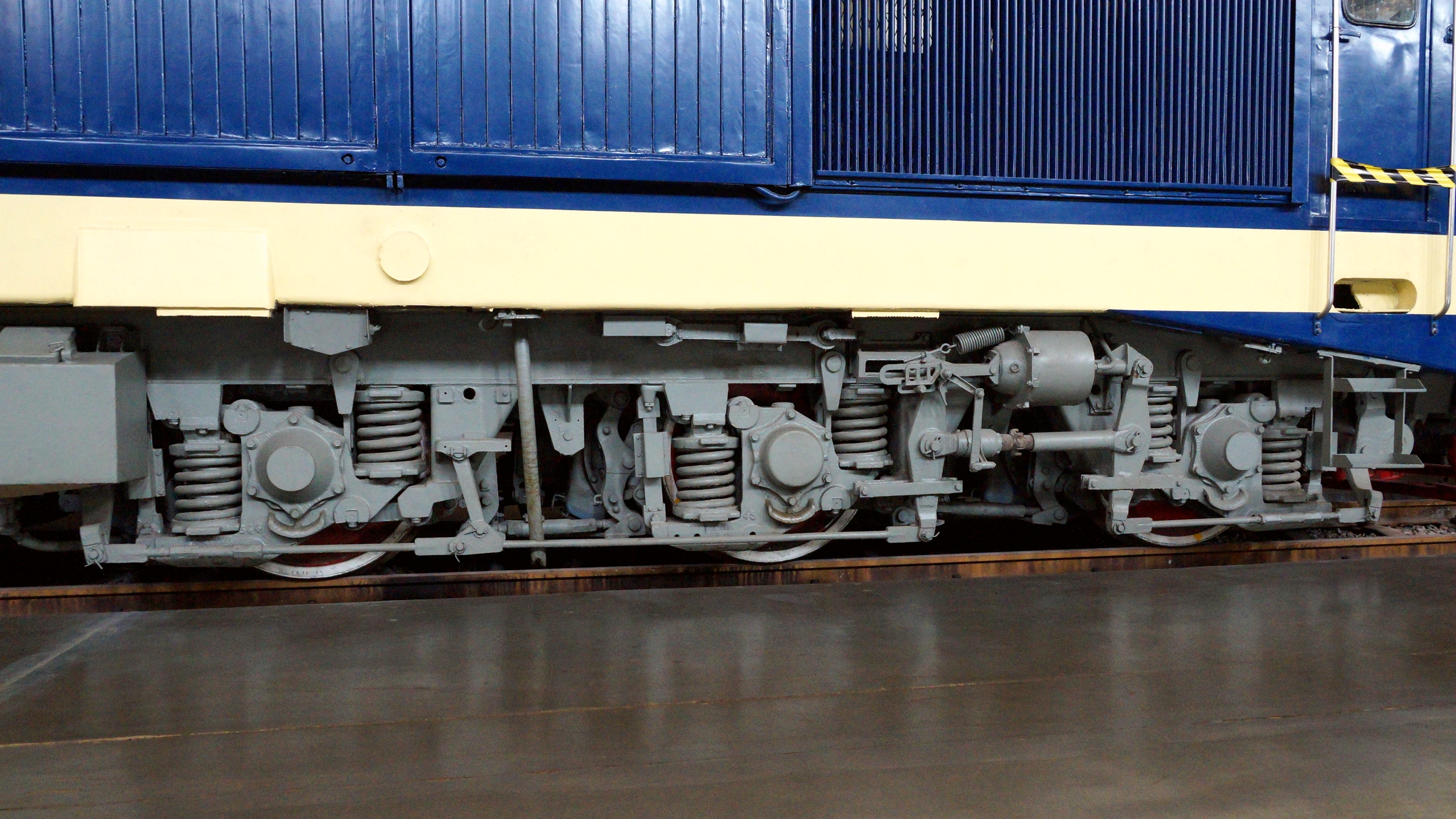
ND4型机车的三轴转向架

机车轴式为Co-Co，走行部为两台相同的无导框式三轴转向架，转向架构架和传动装置的设计参考自出口到中国的6G型电力机车，而悬挂装置则参考自CC 72000型柴油机车。转向架构架采用钢板压型焊接而成的箱形结构。轴箱采用无导框式圆柱滚子轴承和阿尔斯通式弹性轴箱拉杆定位，依靠两根装有橡胶关节元件的轴箱拉杆与构架连接，并实现轴箱的横向和纵向定位，中间轴有16毫米的自由横动量以便通过小半径曲线。每台转向架的构架上设有六个金属橡胶堆旁承（靠近外横梁的两组旁承为两个一组），车体重量通过八个旁承支承点由两台转向架承载，利用橡胶堆变形实现车体相对转向架的弹性横动和回转。弹簧悬挂装置分为一系和二系悬挂两部分，一系悬挂为轴箱与构架之间的轴箱圆弹簧，并在第一、三、四、六轴装有并列的摩擦式垂向减震器；二系悬挂为转向架构架与车体之间的旁承橡胶堆；悬挂装置的弹簧总静挠度为140毫米。牵引力和制动力通过非承载式中心销传递。
为了改善机车的横向稳定性能，除了采用轴箱拉杆定位和较长的固定轴距外（2050毫米+1950毫米），车体和转向架两侧之间设有纵向摩擦式减震器来抑制蛇行运动，牵引电动机亦使用横向拉杆与转向架构架连接。牵引电动机采用轴悬式驱动方式（滑动抱轴承式半悬挂）和单边弹性齿轮传动，牵引电动机的一侧通过抱轴瓦刚性地支承在车轴上，另一侧通过橡胶元件和横向拉杆悬挂在转向架构架上，齿轮传动比为4.64；牵引电动机采用顺置方式以减少轴重转移。ND4型机车采用26-L型空气制动机，基础制动方式为双侧杠杆踏面制动，通过每台转向架上的左右两个制动缸施行制动，每个制动缸控制一个独立传动的杠杆系统，转向架并设有闸瓦间隙调整器和轮缘喷油器。

## 意外事故
1988年3月7日凌晨2时，北京铁路局丰台机务段的ND4型42号机车，担当4018次单机由廊坊站开出经由京山铁路运行，至凌晨2时52分到达南信号站，停车后司机长下车擦拭机车走行部及前部，当攀爬至车顶时忽略已经进入电气化区段，侵入接触网安全界限而发生触电，司机长顾某当即被高压电电击死亡。

## 大众文化
在由蒋雯丽执导、2010年上映的人物自传电影《我们天上见》，讲述了1970年代小时候的蒋雯丽和她的姥爷相依为命的故事，电影其中一幕展现了《参考消息》引述“法新社报道正在革命中的中国从法国引进了内燃机车”的消息，便是指中国在文化大革命期间从法国引进的ND4型柴油机车。

## 参看
- CC 72000型柴油机车
- 葡萄牙铁路1900型柴油机车
- 摩洛哥国铁DF 100型柴油机车（法语：ONCF DF 100）
- 6Y2型电力机车
- 6G型电力机车
- 8K型电力机车
- 东风4型柴油机车
- 东风4B型柴油机车

## 外部連結
- （日語）田駄雄作：1980年代の中国DL 外国製ディーゼル機関車 ND4型（页面存档备份，存于）